# سوپرپارامغناطیس
سوپرپارامغناطیس نوعی مغناطیس است که در نانوذرات فرومغناطیسی یا فری مغناطیسی کوچک پدید می‌آید. در نانوذراتی که به اندازه کافی کوچک هستند، مغناطیس‌پذیری می‌تواند به‌طور تصادفی بر اثر تغییر دما، جهت خود را عوض کند. به زمان معمول بین دو تلنگر، زمان آرامش نیل گفته می‌شود. در نبود میدان مغناطیسی خارجی، هنگامی که زمان مورد استفاده برای اندازه‌گیری مغناطیسی نانوذرات، بسیار بیشتر از زمان شل شدن نیل می‌باشد، به نظر می‌آید که مغناطیسی آنها به‌طور میانگین برابر صفر باشد؛ در چنین حالتی گفته می‌شود که آنها در حالت سوپرپارامغناطیس هستند. در این حالت، یک میدان مغناطیسی خارجی می‌تواند نانوذرات را مانند یک پارامغناطیس، مغناطیسی کند. با این وجود، حساسیت مغناطیسی سوپرپارامغناطیس‌ها بسیار بیشتر از پارامغناطیس‌ها است.

## آرامش نیل در نبود میدان مغناطیسی
معمولاً، هر ماده فرومغناطیس یا فری مغناطیس بر اثر انتقال به حالت پارامغناطیس، بالاتر از دمای کوری قرار می‌گیرد. سوپرپارامغناطیس با این انتقال استاندارد تفاوت دارد، زیرا پایین‌تر از دمای کوری ماده اتفاق می‌افتد.
سوپرپارامغناطیس در نانوذراتی رخ می‌دهد که تک دامنه‌ای می‌باشند، یعنی از یک حوزه مغناطیسی تشکیل شده‌اند. این زمانی امکان‌پذیر است که قطر آنها با توجه به ماده استفاده شده، کمتر از ۳ تا ۵۰ نانومتر باشد. در این شرایط، فرض می‌کنیم که مغناطیسی نانوذرات یک گشتاور مغناطیسی غول‌پیکر می‌باشد و مجموع تمام گشتاورهای مغناطیسی منفرد، توسط اتم‌های نانوذره حمل می‌شود. کسانی که در زمینه سوپرپارامغناطیس فعالیت دارند، به این پدیده «تقریب ماکرو اسپین» می‌گویند.
به علت ناهمسانگردی مغناطیسی نانوذره، معمولاً گشتاور مغناطیسی فقط دو جهت پایدار ناموازی با یکدیگر دارد که این دو جهت توسط یک مانع انرژی از هم جدا شده‌اند. اصطلاحاً به جهت‌گیری‌های پایدار نانوذره «محور آسان» گفته می‌شود. در دمای محدود، احتمال محدودی برای چرخش مغناطیس و تغییر جهت آن وجود دارد. میانگین زمان بین دو تلنگر، زمان آرامش نیل نامیده می‌شود و آن را با {\displaystyle \tau _{\text{N}}} نمایش می‌دهند و مقدار آن با توجه به معادله نیل-آرنیوس به دست می‌آید:
{\displaystyle \tau _{\text{N}}=\tau _{0}\exp \left({\frac {KV}{k_{\text{B}}T}}\right)} ،
جایی که:
- {\displaystyle \tau _{\text{N}}} میانگین مدت زمانی است که مغناطیس‌پذیری نانوذره، در نتیجه نوسانات حرارتی، به‌طور تصادفی تغییر می‌کند.
- {\displaystyle \tau _{0}} مدت زمان مشخصه ماده است که آن را زمان تلاش یا دوره تلاش می‌نامند (مقابل آن فرکانس تلاش نامیده می‌شود). معمولاً مقدار آن بین  {\displaystyle 10^{-10}} و  {\displaystyle 10^{-9}} ثانیه می‌باشد.
- K چگالی انرژی ناهمسانگردی مغناطیسی نانوذره و V حجم آن است. پس KV سد انرژی مرتبط با مغناطیسی بوده که از طریق یک «صفحه سخت»، از جهت محور آسان اولیه خود به جهت محور آسان دیگر حرکت می‌کند.
- kB ثابت بولتزمن است.
- T دما می‌باشد.

این مدت زمان می‌تواند از چند نانوثانیه تا سالها یا حتی خیلی بیشتر طول بکشد. به‌طور خاص، می‌توان ملاحظه کرد که زمان آرامش نیل یک تابع نمایی از حجم دانه بوده و بیانگر آن است که چرا احتمال چرخش برای مواد حجیم یا نانوذرات بزرگ به سرعت ناچیز می‌شود.

### دمای مسدود کردن
فرض می‌کنیم که مغناطیس‌پذیری یک نانوذره سوپرپارامغناطیس اندازه‌گیری شده‌است و همچنین {\displaystyle \tau _{\text{m}}} را به عنوان زمان اندازه‌گیری تعریف کنیم. اگر {\displaystyle \tau _{\text{m}}\gg \tau _{\text{N}}} ، مغناطیس‌پذیری نانوذرات در طول اندازه‌گیری چندین بار دچار تغییر می‌شود، سپس مغناطیس‌پذیری اندازه‌گیری شده به‌طور میانگین برابر صفر خواهد شد. اگر {\displaystyle \tau _{\text{m}}\ll \tau _{\text{N}}} ، مغناطیس‌پذیری در طول اندازه‌گیری دچار تغییر نشده و بنابراین مغناطیس‌پذیری اندازه‌گیری شده همان مقداری می‌شود که مغناطیس‌پذیری آنی در ابتدا اندازه‌گیری شده بود. در حالت اول، نانوذره در وضعیت سوپرپارامغناطیس به نظر می‌رسد اما در حالت دوم به نظر می‌رسد که در وضغیت اولیه خود مسدود شده‌است.
وضعیت نانوذره (سوپرپارامغناطیس یا مسدود شده) به زمان اندازه‌گیری بستگی دارد. گذار بین سوپرپارامغناطیس و حالت مسدود هنگامی اتفاق می‌افتد که {\displaystyle \tau _{\text{m}}=\tau _{\text{N}}} . با توجه به آزمایش‌های انجام شده، زمان اندازه‌گیری ثابت نگه داشته می‌شود اما دما تغییر می‌کند، بنابراین انتقال بین ابرپارامغناطیس و حالت مسدود شده به عنوان تابعی از دما ملاحظه می‌شود. به دمایی که در آن {\displaystyle \tau _{\text{m}}=\tau _{\text{N}}}، دمای انسداد می‌گویند:
{\displaystyle T_{\text{B}}={\frac {KV}{k_{\text{B}}\ln \left({\frac {\tau _{\text{m}}}{\tau _{0}}}\right)}}}
برای اندازه‌گیری‌های آزمایشگاهی معمولی، مقدار لگاریتم در معادله قبلی بین ۲۰ تا ۲۵ است.
معمولاً دمای مسدود کننده دمایی است که در زیر آن یک ماده آرام‌شدن آهسته مغناطیسی را نمایش می‌دهد.

## اثر میدان مغناطیسی

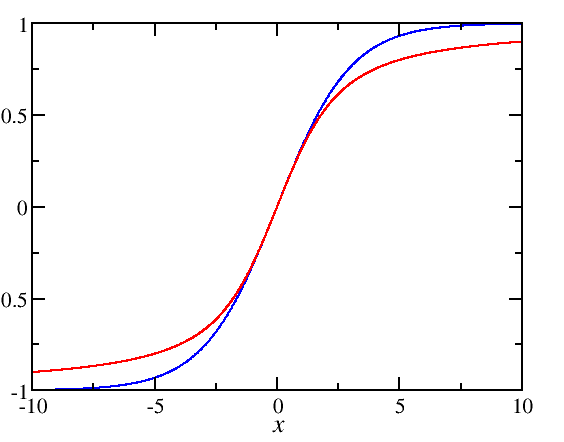
تابع Langevin (خط قرمز)، در مقایسه با (خط آبی).

زمانی که یک میدان مغناطیسی خارجی H به مجموعه‌ای از نانوذرات سوپرپارامغناطیس اعمال شود، گشتاورهای مغناطیسی آنها در امتداد میدان اعمال‌شده همسو شده و مغناطیسی خالص را پدیدمی‌آورند. منحنی مغناطیسی مجموعه، یعنی مغناطیس‌پذیری، به عنوان تابعی از میدان اعمال شده، یک تابع افزایشی S شکل بوده که برگشت‌پذیر می‌باشد. این فرایند بسیار پیچیده‌است اما برای برخی موارد که در ادامه آمده‌است، ساده می‌شود:
1. اگر همه ذرات یکسان باشند، یعنی موانع انرژی و گشتاور مغناطیسی آنها برابر باشند، محورهای آسان آنها همگی به موازات میدان اعمال شده جهت‌گیری خواهند کرد و دما به اندازه کافی پایین می‌آید (TB < T ≲ KV/(10kB، سپس مغناطیسی شدن مجموعه برابر می‌شود با:
{\displaystyle M(H)\approx n\mu \tanh \left({\frac {\mu _{0}H\mu }{k_{\text{B}}T}}\right)} .
2. اگر همه ذرات یکسان باشند و دما به اندازه کافی بالا باشد (T≳ KV / k B)، جهت محورهای آسان را در نظر نمی‌گیریم و به رابطه زیر می‌رسیم:
{\displaystyle M(H)\approx n\mu L\left({\frac {\mu _{0}H\mu }{k_{\text{B}}T}}\right)}

در معادلات فوق:
- n چگالی نانوذرات در نمونه است.
- {\textstyle \mu _{0}} نفوذپذیری مغناطیسی خلاء است.
- {\textstyle \mu } گشتاور مغناطیسی یک نانوذره است.
- {\textstyle L(x)={\frac {1}{\tanh(x)}}-{\frac {1}{x}}} تابع Langevin است.

شیب اولیه تابع {\displaystyle M(H)} حساسیت مغناطیسی نمونه {\displaystyle \chi } را نشان می‌دهد:
{\displaystyle \chi ={\begin{cases}\displaystyle {\frac {n\mu _{0}\mu ^{2}}{k_{\text{B}}T}}&{\text{for the 1st case}}\\\displaystyle {\frac {n\mu _{0}\mu ^{2}}{3k_{\text{B}}T}}&{\text{for the 2nd case}}\end{cases}}}
اگر محورهای آسان نانوذرات به صورت تصادفی جهت‌دهی شوند، حساسیت دوم برای تمام دماهای {\displaystyle T>T_{\text{B}}} نیز صدق می‌کند.
از این معادلات می‌توان دریافت که نانوذرات بزرگ μ بزرگتری دارند و در نتیجه حساسیتشان بیشتر می‌شود. این موضوع تأیید می‌کند که چرا نانوذرات سوپرپارامغناطیس حساسیت بسیار بیشتری نسبت به پارامغناطیس‌های استاندارد دارند: رفتار آنها دقیقاً مانند یک پارامغناطیس با گشتاور مغناطیسی بزرگ می‌باشد.

### وابستگی زمان مغناطیس‌پذیری
هنگامی که نانوذرات به‌طور کامل مسدود شوند ({\displaystyle T\ll T_{b}}) یا کاملا سوپرپارامغناطیس شوند ({\displaystyle T\gg T_{b}})، مغناطیسی شدن آنها به زمان وابستگی نخواهد داشت. با این وجود، یک پنجره باریک در اطراف {\displaystyle T_{B}} وجود دارد که در آن، زمان اندازه‌گیری و زمان استراحت، مقدار قابل مقایسه‌ای دارند. در این مورد، یک وابستگی فرکانس حساسیت را می‌توان دید. برای یک نمونه تصادفی جهت‌دار، حساسیت پیچیده با توجه به رابطه زیر به دست می‌آید:
{\displaystyle \chi (\omega )={\frac {\chi _{\text{sp}}+i\omega \tau \chi _{\text{b}}}{1+i\omega \tau }}}
جایی که
- {\textstyle {\frac {\omega }{2\pi }}} فرکانس فیلد اعمال شده می‌باشد.
- {\textstyle \chi _{\text{sp}}={\frac {n\mu _{0}\mu ^{2}}{3k_{\text{B}}T}}} حساسیت در حالت سوپرپارامغناطیس است.
- {\textstyle \chi _{\text{b}}={\frac {n\mu _{0}\mu ^{2}}{3KV}}} حساسیت در حالت مسدود است.
- {\textstyle \tau ={\frac {\tau _{\text{N}}}{2}}} زمان استراحت مجمع است.

از این حساسیت وابسته به فرکانس، وابستگی زمان مغناطیسی برای میدان‌های کم از رابطه زیر نتیجه می‌شود:
{\displaystyle \tau {\frac {\mathrm {d} M}{\mathrm {d} t}}+M=\tau \chi _{\text{b}}{\frac {\mathrm {d} H}{\mathrm {d} t}}+\chi _{\text{sp}}H}

## اندازه‌گیری‌ها
یک سیستم سوپرپارامغناطیس را می‌توان با مقیاس حساسیت AC اندازه‌گیری نمود که در آن یک میدان مغناطیسی که با زمان تغییر می‌کند، اعمال شده و پاسخ مغناطیسی سیستم اندازه‌گیری می‌شود. یک سیستم سوپرپارامغناطیس وابستگی فرکانسی مشخصه‌ای را نمایش می‌دهد: هنگامی‌که فرکانس بسیار بالاتر از {\displaystyle 1/\tau _{N}} باشد، پاسخ مغناطیسی متفاوتی نسبت به زمانی که فرکانس بسیار کمتر از {\displaystyle 1/\tau _{N}} باشد، دریافت خواهیم کرد؛ زیرا در مورد دوم، خوشه‌های فرومغناطیسی زمان کافی دارند تا با چرخاندن مغناطیس‌پذیری خود به میدان پاسخ دهند. وابستگی دقیق را می‌توان از معادله نیل-آرنیوس به دست آورد، با فرض اینکه خوشه‌های همسایه رفتار مستقلی از یکدیگر دارند (اگر خوشه‌ها با یکدیگر برهم‌کنش داشته باشند، رفتار پیچیده‌تری از خود نشان می‌دهند). همچنین می‌توان حساسیت AC مغناطیسی نوری را به وسیله مواد سوپرپارامغناطیسی که مغناطیسی نوری فعالی دارند، مانند نانوذرات اکسید آهن، در محدوده طول موج مرئی اندازه‌گیری کرد.

## تأثیر روی هارد دیسک
سوپرپارامغناطیس به‌خاطر حداقل اندازه ذرات قابل استفاده، محدودیتی را برای چگالی ذخیره‌سازی درایوهای هارد دیسک تعیین می‌کند. به این حد در چگالی سطحی حد فوق پارامغناطیس گفته می‌شود.
- در فناوری هارد دیسک قدیمی از ضبط طولی استفاده می‌شود. حد تخمینی آن بین ۱۰۰ تا ۲۰۰ گیگابیت بر اینچ مربع (Gbit/in2) می‌باشد.
- در فناوری هارد دیسک فعلی از ضبط عمود برهم استفاده می‌شود. تا تاریخ ژوئیه ۲۰۲۰ درایوهایی با چگالی تقریباً ۱ ترابیت بر اینچ مربع (Tbit/in2) به صورت تجاری قابل دسترس بودند.[۵] این محدودیت برای ضبط مغناطیسی معمولی می‌باشد که در سال ۱۹۹۹ پیش‌بینی شده بود.[۶][۷]
- فناوری‌های هارد دیسک آینده که دردر حال توسعه می‌باشند عبارتند از: ضبط مغناطیسی با کمک حرارت (HAMR) و ضبط مغناطیسی به کمک مایکروویو (MAMR) که در آنها از موادی استفاده می‌شود که در اندازه‌های بسیار کوچک‌تر، پایداری خود را حفظ می‌کنند.[۸] آنها قبل از تغییر جهت مغناطیسی یک بیت، به گرمایش موضعی یا تحریک مایکروویو نیازمندند. ضبط با الگوی بیتی (BPR) از رسانه‌های ریزدانه استفاده نمی‌کند و فرایند جداگانه‌ای است. افزون بر این، فناوری‌های ضبط مغناطیسی، مبتنی بر پیچیدگی توپولوژیکی مغناطیس که معروف به skyrmions می‌باشند، گزارش شده‌اند.[۹]

## برنامه‌های کاربردی

### کاربردهای عمومی
- فروسیال: ویسکوزیته قابل تنظیم

### کاربردهای زیست پزشکی
- تصویربرداری: عوامل کنتراست در تصویربرداری رزونانس مغناطیسی (MRI)
- جداسازی مغناطیسی: سلول، DNA، جداسازی پروتئین، ماهیگیری RNA
- درمان‌ها: دارورسانی هدفمند، هایپرترمی مغناطیسی، مغناطیسی

### یادداشت
1. ↑  Cornia, Andrea; Barra, Anne-Laure; Bulicanu, Vladimir; Clérac, Rodolphe; Cortijo, Miguel; Hillard, Elizabeth A.; Galavotti, Rita; Lunghi, Alessandro; Nicolini, Alessio (2020-02-03). "The Origin of Magnetic Anisotropy and Single-Molecule Magnet Behavior in Chromium(II)-Based Extended Metal Atom Chains". Inorganic Chemistry. 59 (3): 1763–1777. doi:10.1021/acs.inorgchem.9b02994. ISSN 0020-1669. PMC 7901656. PMID 31967457.
2. ↑  Gittleman, J. I.; Abeles, B.; Bozowski, S. (1974). "Superparamagnetism and relaxation effects in granular Ni-SiO2 and Ni-Al2O3 films". Physical Review B. 9 (9): 3891–3897. Bibcode:1974PhRvB...9.3891G. doi:10.1103/PhysRevB.9.3891.
3. ↑  Martien, Dinesh. "Introduction to: AC susceptibility" (PDF). Quantum Design. Archived from the original (PDF) on 24 August 2009. Retrieved 15 Apr 2017.
4. ↑  Vandendriessche, Stefaan (2013). "Magneto-optical harmonic susceptometry of superparamagnetic materials". Applied Physics Letters. 102: 161903–5. Bibcode:2013ApPhL.102p1903V. doi:10.1063/1.4801837. {{cite journal}}: Unknown parameter |displayauthors= ignored (|display-authors= suggested) (help)
5. ↑  "Computer History Museum: HDD Areal Density reaches 1 terabitper square inch".
6. ↑  Wood, R. (January 2000). "R. Wood, "The feasibility of magnetic recording at 1 Terabit per square inch", IEEE Trans. Magn. , Vol. 36, No. 1, pp. 36-42, Jan 2000". IEEE Transactions on Magnetics. 36 (1): 36–42. doi:10.1109/20.824422.
7. ↑  "Hitachi achieves nanotechnology milestone for quadrupling terabyte hard drive" (Press release). Hitachi. October 15, 2007. Retrieved 1 Sep 2011.
8. ↑  Shiroishi, Y.; Fukuda, K.; Tagawa, I.; Iwasaki, H.; Takenoiri, S.; Tanaka, H.; Mutoh, H.; Yoshikawa, N. (October 2009). "Y. Shiroishi et al. , "Future Options for HDD Storage", IEEE Trans. Magn. , Vol. 45, No. 10, pp. 3816-22, Sep. 2009". IEEE Transactions on Magnetics. 45 (10): 3816–3822. doi:10.1109/TMAG.2009.2024879.
9. ↑  Fert, Albert; Cros, Vincent; Sampaio, João (2013-03-01). "Skyrmions on the track". Nature Nanotechnology (به انگلیسی). 8 (3): 152–156. Bibcode:2013NatNa...8..152F. doi:10.1038/nnano.2013.29. ISSN 1748-3387. PMID 23459548.